# Berhane Adere
Berhane Adere Debala (Amhaars: ብርሀኔ አደሬ ) (Shewa, 21 juli 1973) is een Ethiopische atlete, die zich heeft toegelegd op de middellange en lange afstand. Ze werd wereldkampioene, Afrikaans kampioene en nationaal kampioene op diverse lange afstanden. Ook nam ze driemaal deel aan de Olympische Spelen, maar won hierbij geen medailles.

## Biografie
Adere is houdster van het Afrikaanse record op de 10.000 m met een tijd van 30.04,18. Ze won in 2002 het WK halve marathon. In 2001 behaalde ze een bronzen medaille op dit kampioenschap. In 2003 werd ze wereldindoorkampioene op de 3000 m.
Adere schreef meerdere wegwedstrijden op haar naam, zoals de 5 km van Carlsbad (2003), de Great North Run (2006), de 20 km van Parijs (1999) en de Chicago Marathon (2006 en 2007). Op de Chicago Marathon 2006 liep ze zelfs een Ethiopisch record van 2:20.42. Op 8 januari 2008 won ze de marathon van Dubai in een nieuw parcoursrecord van 2:22.42. Haile Gebrselassie verbeterde op deze wedstrijd eveneens het parcoursrecord bij de mannen naar 2:04.53, de tweede tijd ooit op de marathon gelopen. Op de Olympische Spelen van 2008 in Peking moest ze de wedstrijd voor de finish staken.
In Nederland is Berhane Adere geen onbekende. Zo won ze tweemaal de Zevenheuvelenloop (2000, 2005). Naast sporten werkt ze bij UNICEF als een ambassadeur van goede wil en behartigt onderwijs voor meisjes.

## Titels
- Wereldkampioene halve marathon - 2002
- Wereldindoorkampioene 3000 m - 2003
- Wereldkampioene 10.000 m - 2003
- Afrikaans kampioene 5000 m - 1998, 2002
- Afrikaans kampioene 10.000 m - 1993
- Ethiopisch kampioene 3000 m - 1993
- Ethiopisch kampioene 10.000 m - 1993
- Ethiopisch kampioene halve marathon - 1993, 2003

## Persoonlijke records
Baan
| Onderdeel | Prestatie        | Datum            | Plaats   |
| --------- | ---------------- | ---------------- | -------- |
| 1500 m    | 4.06,46          | 8 juni 2002      | Dortmund |
| 2000 m    | 5.35,62          | 12 juni 2003     | Ostrava  |
| 3000 m    | 8.25,62          | 17 augustus 2001 | Zürich   |
| 5000 m    | 14.29,32         | 27 juni 2003     | Oslo     |
| 10.000 m  | 30.04,18 (ex-AR) | 23 augustus 2003 | Parijs   |

Weg
| Onderdeel      | Prestatie              | Datum             | Plaats      |
| -------------- | ---------------------- | ----------------- | ----------- |
| 10 km          | 31.07 (ex-nat. rec.)   | 21 mei 2006       | Manchester  |
| 15 km          | 47.48                  | 20 november 2005  | Nijmegen    |
| 10 Eng. mijl   | 53.16                  | 20 september 1998 | Zaandam     |
| halve marathon | 1:07.52                | 28 februari 2010  | New Orleans |
| 25 km          | 1:23.23                | 22 oktober 2006   | Chicago     |
| 30 km          | 1:40.12                | 22 oktober 2006   | Chicago     |
| marathon       | 2:20.42 (ex-nat. rec.) | 22 oktober 2006   | Chicago     |

Indoor
| Onderdeel | Prestatie        | Datum            | Plaats    |
| --------- | ---------------- | ---------------- | --------- |
| 1500 m    | 4.05,54          | 6 februari 2002  | Stockholm |
| 2000 m    | 5.39,47          | 22 februari 2002 | Chemnitz  |
| 3000 m    | 8.29,15          | 3 februari 2002  | Stuttgart |
| 5000 m    | 14.39,29 (ex-WR) | 31 januari 2004  | Stuttgart |

## Palmares

### 3000 m
Kampioenschappen
- 1993: 5e Afrikaanse kamp. - 9.18,57
- 2001: 4e Grand Prix Finale - 9.32,27
- 2002:  Grand Prix Finale - 8.56,60
- 2002:  Wereldbeker - 8.50,88
- 2003:  WK indoor - 8.40,25
- 2003: 5e Wereldatletiekfinale - 8.39,26
- 2004:  WK indoor - 9.11,43

Golden League-podiumplekken
- 2001:  Weltklasse Zürich – 8.25,62
- 2002:  Meeting Gaz de France – 8.32,31
- 2002:  Weltklasse Zürich – 8.32,76
- 2002:  Memorial Van Damme – 8.26,14
- 2003:  Meeting Gaz de France – 8.36,25
- 2005:  Weltklasse Zürich – 8.31,89

### 5000 m
Kampioenschappen
- 1997: 5e Grand Prix Finale - 15.26,51
- 1998:  Wereldbeker - 16.38,81
- 1998:  Afrikaanse kamp. - 15.54,31
- 1999:  Ethiopische kamp. - 15.49,75
- 2001:  Goodwill Games - 15.12,97
- 2002:  Afrikaanse kamp. - 15.51,08
- 2003: 10e WK - 14.58,07
- 2005:  Wereldatletiekfinale - 14.46,91

Golden League-podiumplekken
- 2002:  Bislett Games – 14.46,99
- 2002:  Golden Gala – 14.54,46
- 2002:  ISTAF – 14.41,43
- 2003:  Bislett Games – 14.29,32
- 2004:  ISTAF – 14.58,89
- 2005:  Golden Gala – 14.32,79
- 2005:  Memorial Van Damme – 14.31,09
- 2005:  ISTAF – 14.47,56
- 2006:  Weltklasse Zürich – 14.49,03

### 10.000 m
- 1993:  Afrikaanse kamp. - 32.48,52
- 1993: 14e in series WK in Stuttgart - 33.20,62
- 1995: 11e in series WK in Goteborg - 33.14,76
- 1996: 18e OS - 32.57,35
- 1997: 4e WK - 31.48,95
- 1997: 5e Le Meeting Feminin de Reims - 32.34,70
- 1998: 4e European Cup Meeting in Lissabon - 32.06,42
- 1999: 4e Meeting des Geants Du Nord in Villeneuve d'Ascq - 31.34,84
- 1999: 4e Meeting Gaz de France in St Denis - 31.40,43
- 1999: 7e WK - 31.31,51
- 2000:  Nacht van de Atletiek - 30.51,30
- 2000: 12e OS - 31.40,52
- 2001:  Meeting des Geants Du Nord in Villeneuve d'Ascq - 31.32,70
- 2001:  WK - 31.48,85
- 2003:  Franse kamp. in Marseille - 31.15,95
- 2003:  WK - 30.04,18
- 2005:  WK - 30.25,41

### 5 km
- 1997:  Boclassic International Silvesterlauf in Bolzano - 16.02
- 1998:  Giro Media Blenio in Dongio - 16.14
- 1998:  Corsa di San Silvestro Boclassic in Bolzano - 15.50
- 1999:  San Silvestro Boclassic in Bolzano - 15.52
- 2002:  San Silvestro Boclassic in Bolzano - 15.50,6
- 2003:  5 km van Carlsbad - 14.53,6
- 2003:  Corsa Internazionale di San Silvestro Boclassic in Bolzano - 15.49,9
- 2004:  Scotland/BUPA in Balmoral - 15.04
- 2004:  San Silvestro Boclassic in Bolzano - 16.14,7
- 2006:  Hydro Active Women's Challenge-London in Londen - 15.24

### 10 km
- 1993:  São Silvestre de Luanda - onbekende tijd
- 1994:  Giro Media Blenio in Dongio - 34.00
- 1997:  Tagarro in Amadora - 33.54
- 1999:  Suresnes Foulees - 32.15
- 2000:  Beim Silvesterlauf in Erfurt - 34.22
- 2001: 4e Paderborner Osterlauf - 32.28
- 2001:  Great Ethiopian Run - 35.07
- 2001:  Erfurter Sylvesterlauf - 35.20
- 2003:  Great Manchester Run - 31.50
- 2004:  Great Manchester Run - 32.15
- 2006: 4e World's Best in San Juan - 32.54,4
- 2006:  Great Manchester - 31.07
- 2007:  Great Wales Run - 32.22
- 2009:  Banknorth Beach to Beacon in Cape Elizabeth - 32.28,0
- 2011: 5e Great Ireland Run - 33.54

### 15 km
- 1991: 56e WK in Nieuwegein - 53.11
- 1997:  Internationaux du Conseil General La Courneuve - 49.26
- 1997:  Puy en Velay - 51.07
- 2000:  Zevenheuvelenloop - 47.46
- 2005:  Zevenheuvelenloop - 48.06
- 2006:  São Silvestre de Luanda - 49.49
- 2013:  Zevenheuvelenloop - 50.59

### 10 Eng. mijl
- 1998:  Dam tot Damloop - 53.16
- 2012:  Great South Run - 53.55

### 20 km
- 1999:  20 km van Parijs - 1:06.36
- 1999:  Cassis International Classic (Marseille, 20,3 km) 1:09.45

### halve marathon
- 1997:  halve marathon van Vitry-sur-Seine - 1:11.02
- 2000: 4e halve marathon van Lissabon - 1:09.28
- 2001:  WK in Bristol - 1:08.17
- 2002:  halve marathon van Lissabon - 1:08.25
- 2002:  WK in Brussel - 1:09.06
- 2003:  Great North Run - 1:07.32
- 2003:  WK in Vilamoura - 1:09.02
- 2004: 5e Great North Run - 1:08.48
- 2005: 5e Great North Run - 1:09.47
- 2006:  Great North Run - 1:10.03
- 2007:  halve marathon van Ras al-Khaimah - 1:10.58
- 2007:  halve marathon van Rotterdam - 1:11.10,5
- 2007: 5e halve marathon van Lagos - 1:25.38
- 2008:  halve marathon van Abu Dhabi - 1:11.23
- 2008: 4e halve marathon van Lissabon - 1:10.01
- 2009:  halve marathon van Seattle - 1:11.19
- 2009:  Great North Run - 1:09.42
- 2010:  halve marathon van New Orleans - 1:07.52
- 2010:  Great North Run - 1:08.49
- 2010:  halve marathon van Porto - 1:13.49
- 2011:  halve marathon van Vadodara - 1:09.00
- 2011: 14e halve marathon van Lissabon - 1:15.08
- 2012:  halve marathon van Birmingham - 1:15.02

### marathon
- 2001: 15e marathon van Rotterdam - 2:41.50
- 2006: 4e marathon van Londen - 2:21.52
- 2006:  Chicago Marathon - 2:20.42
- 2007: 10e marathon van Londen - 2:39.11
- 2007:  Chicago Marathon - 2:33.49
- 2008:  marathon van Dubai - 2:22.42
- 2008: 7e marathon van Londen - 2:27.42
- 2008: DNF OS
- 2008: 10e Chicago Marathon - 2:34.16
- 2009: 7e marathon van Dubai - 2:27.47
- 2009: 5e marathon van Londen - 2:25.30
- 2009:  Chicago Marathon - 2:28.38
- 2010: 12e marathon van Londen - 2:33.46

### veldlopen
- 1991: 34e WK (lange afstand) in Antwerpen - 21.30
- 1992: 38e WK (lange afstand) in Boston - 22.19
- 1993: 48e WK (korte afstand) in Amorebieta - 21.12
- 1994: 28e WK (korte afstand) in Boedapest - 21.33
- 1996: 10e WK (lange afstand) in Stellenbosch - 20.37
- 1997: 14e WK (lange afstand) in Turijn - 21.37
- 2000: 14e WK (lange afstand) in Vilamoura - 27.11
- 2000:  Warandeloop - 19.50

1987 Ingrid Kristiansen ·
1991 Liz McColgan ·
1993 Wang Junxia ·
1995 Fernanda Ribeiro ·
1997 Sally Barsosio ·
1999 Gete Wami ·
2001 Derartu Tulu ·
2003 Berhane Adere ·
2005 Tirunesh Dibaba ·
2007 Tirunesh Dibaba ·
2009 Linet Masai ·
2011 Vivian Cheruiyot ·
2013 Tirunesh Dibaba ·
2015 Vivian Cheruiyot ·
2017: Almaz Ayana ·
2019 Sifan Hassan ·
2022 Letesenbet Gidey ·
2023 Gudaf Tsegay